# Засади (Дестрник)
Засади (словен. Zasadi) — поселення в общині Дестрник, Подравський регіон‎, Словенія.